# Seznam finskih arhitektov
Seznam finskih arhitektov.

## A
- Aino Aalto (1894 - 1949)
- Alvar Aalto (1898 - 1976)
- Anders Adlercreutz
- Johan Jacob Ahrenberg (1847 - 1914)

## B
- Erik Bryggman (1891 - 1955)

## E
- Aarne Ervi (1910 - 1977)

## G
- Kristian Gullichsen (1932 - 2021)

## H
- Vilhelm Helander (1941)

## K
- Yrjö Kukkapuro (1933 - 2025) (oblikovalec)

## L
- Juha Leiviskä (1936 - 2023)

## N
- Nava

## P
- Kari Palaste (1950)
- Juhani Pallasmaa (1936)
- Reima Pietilä (1923 - 1993)

## R
- Viljo Revell (1910 - 1964)
- Aarno Ruusuvuori (1925 - 1992)

## S
- Eero Saarinen (1910 - 1961)
- Eliel Saarinen (1873 - 1950)
- Heikki Siren (1918 - 2013)
- Johan Sigfrid Sirén (1889 - 1961)
- Kaija Siren (1920 - 2001)
- Lars Sonck (1870 - 1956)
- Josef Stenbäck (1854 - 1929)

## W
- Sigurd Wettenhovi-Aspa (1870 - 1946)